# ありがとう〜お仕事はNON STYLE〜
『ありがとう〜お仕事はNON STYLE〜』（ありがとう おしごとはノンスタイル）は、2007年7月3日から同年12月25日まで関西テレビで毎週火曜日 21:54 - 22:00に放送されていたNON STYLE出演のミニ番組。全24回。大新社の一社提供。

## 内容
毎回、井上裕介または石田明のどちらか1名がさまざまな仕事を一日体験しながら、従事している人たちに仕事での苦労話や裏話を聞く。番組の内容については、大新社発行のフリーペーパー『ディースター』関西版でも紹介された。
|    | 放送日         | 内容                           | お仕事体験者 |
| -- | -------------- | ------------------------------ | ------------ |
| 1  | 2007年7月3日   | 氷を作るお仕事                 | 石田明       |
| 2  | 2007年7月10日  | ハウスキーピングのお仕事       | 井上裕介     |
| 3  | 2007年7月17日  | 幼稚園の先生のお仕事           | 石田明       |
| 4  | 2007年7月24日  | お風呂屋さんのお仕事           | 井上裕介     |
| 5  | 2007年7月31日  | ビアガーデンのお仕事           | 井上裕介     |
| 6  | 2007年8月7日   | 水まわりの修理職人のお仕事     | 石田明       |
| 7  | 2007年8月14日  | 水族館の飼育員さんのお仕事     | 井上裕介     |
| 8  | 2007年8月21日  | 動物園の飼育員さんのお仕事     | 石田明       |
| 9  | 2007年8月28日  | 羽曳野市のブドウの収穫のお仕事 | 石田明       |
| 10 | 2007年9月4日   | 自転車屋さんのお仕事           | 井上裕介     |
| 11 | 2007年9月11日  | タコ漁の漁師さんのお仕事       | 石田明       |
| 12 | 2007年9月18日  | 堺の線香職人さんのお仕事       | 石田明       |
| 13 | 2007年10月9日  | 豆腐作りのお仕事               | 井上裕介     |
| 14 | 2007年10月16日 | 庭師のお仕事                   | 井上裕介     |
| 15 | 2007年10月23日 | 堺の包丁作りのお仕事           | 石田明       |
| 16 | 2007年10月30日 | 稲刈りのお仕事                 | 井上裕介     |
| 17 | 2007年11月6日  | ベビーシッターのお仕事         | 石田明       |
| 18 | 2007年11月13日 | お弁当屋さんのお仕事           | 石田明       |
| 19 | 2007年11月20日 | シャッターの文字書きのお仕事   | 井上裕介     |
| 20 | 2007年11月27日 | 明石海峡大橋の点検作業のお仕事 | 石田明       |
| 21 | 2007年12月4日  | キムチ作りのお仕事             | 井上裕介     |
| 22 | 2007年12月11日 | 食品サンプル作りのお仕事       | 井上裕介     |
| 23 | 2007年12月18日 | 青果店のお仕事                 | 石田明       |
| 24 | 2007年12月25日 | 引越しのお仕事                 | 井上裕介     |

## スタッフ
- ナレーター：片山淳子
- 制作：関西テレビ、JAWS

| 関西テレビ 火曜日21:54 - 22:00（ミニ番組放送枠） | 関西テレビ 火曜日21:54 - 22:00（ミニ番組放送枠） | 関西テレビ 火曜日21:54 - 22:00（ミニ番組放送枠）      |
| 前番組                                           | 番組名                                           | 次番組                                                |
| ------------------------------------------------ | ------------------------------------------------ | ----------------------------------------------------- |
| 虎LIVE!                                          | ありがとう〜お仕事はNON STYLE〜                  | このあと、あし喜多! ※『あしたの、喜多善男』の番宣番組 |